# Audre dovina
Audre dovina är en fjärilsart som beskrevs av William Schaus 1902. Audre dovina ingår i släktet Audre och familjen Riodinidae. Inga underarter finns listade i Catalogue of Life.